# Dornier Do 19
Die Dornier Do 19 war ein viermotoriger strategischer Bomber des deutschen Flugzeugherstellers Dornier, von dem lediglich drei Prototypen gebaut wurden.

## Geschichte
Die Do 19 entstand aufgrund einer 1933 herausgegebenen Anforderung des Reichsluftfahrtministeriums (RLM) nach einem „Langstrecken-Großbomber“, dem so genannten Uralbomber, an die Unternehmen Dornier und Junkers. Dornier entwickelte daraufhin die Do 19, bei Junkers wurde die konkurrierende Junkers Ju 89 konstruiert.
Im Jahre 1934 konnte Dornier dem RLM eine Attrappe präsentieren, die zu einem Auftrag über zwei Maschinen mit unterschiedlicher Motorisierung führte.
Noch während der Entwicklung erkannte die Luftwaffe, dass die für den „Ural-Bomber“ gesteckten Leistungsziele zu niedrig angesetzt waren und den zukünftigen Anforderungen nicht gerecht werden würden. Am 17. April 1936 gab Generalleutnant Walther Wever daher eine Anforderung für den sogenannten „Bomber A“ heraus, die zur Entwicklung der Heinkel He 177 führte. Am 3. Juni 1936 verunglückte Wever tödlich.
Im August 1936 zog das RLM die „Ural-Bomber“-Anforderung zurück. Obwohl Wevers Nachfolger Kesselring beim Aufbau der Luftwaffe andere Vorstellungen verfolgte, war die Ursache für die Einstellung des „Ural-Bombers“ nicht der Führungswechsel nach Wevers Unfalltod, sondern die geringe Leistungsfähigkeit der Bomberentwürfe. Kesselring ließ das von Wever begonnene, wesentlich anspruchsvollere Programm für den „Bomber A“ fortsetzen.
Am 28. Oktober 1936 fand der Erstflug des ersten Prototyps, der Do 19 V1, statt. Verhandlungen des Herstellers Dornier mit der Deutschen Lufthansa, an diese das Flugzeug – entsprechend umgebaut – als Verkehrs- oder Transportmaschine zu verkaufen, schlugen fehl. Mit der Do 19 V1 wurden einige Testflüge in der Luftwaffenerprobungsstelle Rechlin durchgeführt, aber nach 83 Tagen eingestellt.
Der Form halber wurde die Do 19 V1 im Januar 1938 an das RLM übergeben und am gleichen Tag von dort wieder an Dornier überstellt.
Soweit bekannt, ist die V1 ab 1939 gelegentlich als Truppentransporter eingesetzt worden. Die beiden anderen Prototypen, die fast fertige V2 und die V3, wurden verschrottet, ohne jemals geflogen zu sein.

## Technische Daten

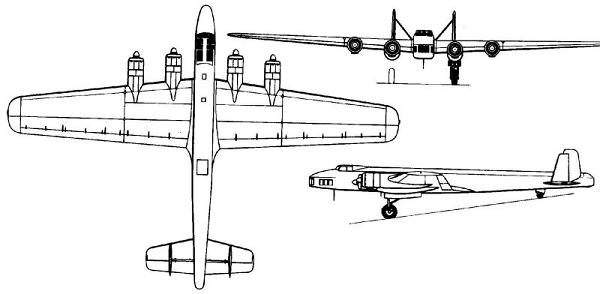
Risszeichnung

| Kenngröße                  | Datum |
| -------------------------- | --- |
| Länge                      | 25,45 m |
| Spannweite                 | 35,00 m |
| Flügelfläche               | 162,00 m² |
| Leergewicht                | 11.850 kg |
| Max. Flugmasse vollgetankt | ca. 18.500 kg |
| Kraftstoffvolumen          | zwei Tanks mit je 1.750 l = 3.500 l |
| Fahrwerk                   | Einziehfahrwerk mit 5,70 m Spurweite, einziehbares Spornrad |
| Antrieb                    | vier Bramo-H2-H2 Sternmotoren mit je 526 kW (715 PS) |
| Höchstgeschwindigkeit      | 315 km/h in Meereshöhe |
| Marschgeschwindigkeit      | 250 km/h in 2.000 m Höhe |
| Dienstgipfelhöhe           | 5.600 m |
| Besatzung                  | neun |
| geplante Bewaffnung        | zwei MG 15 (je eins in Bug und Heck) zwei 20-mm-Kanonen (je eine in einem Waffenturm unter dem Bauch und auf dem Rücken des Rumpfes) Bombenkapazität von 1.600 kg in internen Bombenschächten |